# Амарижо, Жувенал
Жувенал Амарижо (порт. Juvenal Amarijo; 27 ноября 1923, Санта-Витория-ду-Палмар — 30 октября 2009, Камасари) — бразильский футболист, правый защитник.

## Карьера
Жувенал начал карьеру в клубе «Виториенсе», а затем играл за клуб «Фарропилья», откуда перешёл в «Крузейро» в 1947 году. В 1949 году он ушёл во «Фламенго», где дебютировал 20 февраля 1949 года в матче с клубом «Олария». Жувенал выступал за «Фла» в течение трёх лет, проведя 82 матча и забив 1 гол (11 февраля 1950 года в матче с «Ботафого»).
Из «Фламенго» Жувенал перешёл в «Палмейрас», где провёл 5 сезонов. Он выиграл с командой турнир Рио-Сан-Паулу в первый же год, но более трофеев не завоёвывал. За «вердао» Жувенал сыграл в 145 матчах (в них клуб одержал 85 побед, 27 ничьих и 33 поражения) и забил 2 гола.
После «Палмейраса» Жувенал играл за «Баию», с которой дважды стал чемпионом штата и клуб «Ипиранга» из Салвадора.
В 1990-х годах Жувенал остался без средств к существованию, у него чрезвычайно болели ноги из-за артрита в правом колене, отчего он не мог ходить, а выживал лишь благодаря помощи соседей. Жувенал жил в лачуге с дырами в крыше без туалета, кухни и душа. Вскоре телепередачу о тяжелой жизни Жувенала показали в телепередаче Байи. И после этого репортажа множество людей откликнулись помочь бывшему футболисту, многие помогли деньгами, кто-то подарил Жувеналу переносное радио. Его перевезли в платную клинику Санто-Антонио дас Обрас, а затем стали оплачивать его поездки в дас Клиникас в Салвадоре, где бывший футболист, а ныне врач Луис Карлос Менезес, помогал Жувеналу вновь научиться ходить. А в 2009 году правительство штата Баия подарила Жувеналу новый дом на улице Жауа города Камасари, состоящий из гостиной, двух спален, кухни и небольшого двора.. 30 октября 2009 года Жувенал, последний из живых бразильских игроков, выходивших на поле в финале чемпионата мира 1950, скончался в общественной больнице Камасари, куда был направлен за 15 дней до этого. Причина смерти не выяснена.

## Достижения
- Обладатель кубка Освалдо Круза: 1950
- Обладатель кубка Рока: 1950
- Чемпион турнира Рио-Сан-Паулу: 1951
- Чемпион штата Баия: 1954, 1956